# ソユーズT-5
ソユーズT-5 (Союз Т-5 / Soyuz T-5) は、ソユーズのミッション。コールサインは「エルブルス山」。地球を3344周した。

## 乗組員

### 出発時
- アナトリー・ベレゾボイ (1) - 機長
- Valentin Lebedev (2) - フライトエンジニア

### 帰還時
- レオニード・ポポフ (1) - 機長
- アレクサンドル・セレブロフ (2) - フライトエンジニア
- スベトラーナ・サビツカヤ(1) - 研究者

### バックアップ
- Vladimir Titov - 機長
- ゲンナジー・ストレカロフ - フライトエンジニア

## ミッションハイライト
サリュート7号への最初の飛行である。サリュートとのドッキング中に、ソユーズT-6及びソユーズT-7を迎えた。
5月17日、アマチュアが作った28kgの電波衛星がごみ捨て用エアロックから宇宙空間に放出された。ソビエト連邦は、これを「有人宇宙船からの初の通信衛星の打ち上げ」と呼んだ。その後、1982年11月には、STS-5でアメリカ合衆国による2つの大きな静止衛星の投入が行われた。
5月25日、乗組員はサリュート7号を再設定し、プログレス補給船の船尾を地球の方へ向けた。これは、重力傾斜安定化の位置に置くためである。Lebedevは彼の日記の中で、姿勢制御用ジェットは「とてもうるさく、大ハンマーで樽を叩いているような音」だったと述べている。翌日、乗組員は作業スペースと中間コンポーネントの間のハッチを閉め、ミッションコントロールセンターはプログレス13号からサリュート7号に燃料を給油した。乗組員は作業を観察していたが、作業はほとんどなかった。5月29日は、補給品を運ぶことで費やされた。同時に、Lebedevによると、「我々には不必要でロープに繋いだままのものを運び込んだ。荷物を積み込んだ宇宙船に入ると、金属音が響き、ブラスバンドのようだった」と述べている。5月31日に、プログレス13号から300リットルの水が積み込まれ、6月2日はソユーズT-6を迎えるため、サリュートから300㎞下の軌道に移動した。